# PYCR2
PYCR2‏ (Pyrroline-5-carboxylate reductase 2) هوَ بروتين يُشَفر بواسطة جين PYCR2 في الإنسان.